# Arrondissement de Saatzig
L’arrondissement de Saatzig (en allemand : Landkreis Saatzig) était un arrondissement de la province de Poméranie de 1818 à 1945.
Faisant partie de la région administrative de Stettin (Regierungsbezirk Stettin), son chef-lieu était Stargard in Pommern et ses villes principales Freienwalde in Pommern, Jacobshagen, Nörenberg et Zachan. En 1901, Stargard in Pommern en fut détaché pour devenir une ville-arrondissement.

## Administrateurs de l'arrondissement
- 0000–17300 Franz von Güntersberg[1]
- 1738–17550 Albrecht Friedrich von Broecker (de)
- 1755–17810 Caspar Heinrich von Mellenthin (de)
- 1781–18080 Sebastian George von Wedel (de)
- 1818–18410 Ludwig von der Marwitz
- 1841–18510 von Waldow
- 1851–18650 Wilhelm Palm (de)
- 1874–18890 Adolf von Nickisch-Rosenegk (de)
- 1889–18990 von Glasow
- 1899–19190 Klaus von Loos (de)
- 1920–19450 Paul Windels (de)

## Personnalités liées à l'arrondissement
- Heinrich Kypke (1838-1908), généalogiste né à Rossow.
- Hugo von Kathen (1855-1932), général né à Freienwalde-en-Poméranie.